# Duda Kertész
Maria Eduarda Kertész, mais conhecida como Duda Kertész (Salvador, 28 de março de 1973) é uma executiva brasileira e presidente da unidade de consumo HealthE da Johnson & Johnson, nos Estados Unidos.
Em 2016, Duda foi reconhecida na 13.ª posição entre os 100 líderes de melhor reputação no Brasil, segundo a consultoria de pesquisa Merco em parceria com o Ibope.
Em 2015, foi considerada uma das 14 mulheres mais influentes no Brasil pela revista Forbes.
Como resultado da sua atuação internacional, em 2017, Duda foi selecionada entre as 10 principais executivas latinas mais influentes nos Estados Unidos.

## Biografia
Duda Nasceu em Salvador, Bahia e é uma dos quatro filhos do descendente de judeus húngaros Mário Kertész e da artista plástica Eliana Kertész, ambos figuras públicas da política soteropolitana.
Aos 17 anos Duda mudou-se para São Paulo para estudar na Fundação Getúlio Vargas onde graduou-se em Administração de Empresas. Mais tarde, se especializou em Administração pela Harvard Extension School.

## Carreira profissional
Duda iniciou sua carreira em empresas como Price Waterhouse e Schering-Plough no Brasil. E em 1993 aos 19 anos, começou sua trajetória profissional na Johnson & Johnson como trainee de marketing.
Na J&J, Duda passou por diversos cargos, de estagiária à gerente de produto, e foi em 2003, aos 29 anos que Duda assumiu pela primeira vez um posto de diretoria na empresa, como diretora de marketing. Duda foi a mais jovem profissional a fazer parte do comitê executivo da J&J e única mulher. Ela permaneceu neste cargo até 2007 quando foi promovida a vice-presidente da unidade de consumo de produtos para bebês e beleza, sendo responsável pelo mercado na América Latina.
Em 2011, aos 37 anos, Duda assumiu a presidência da J&J no Brasil cargo que ocupou até 2016. Sob o seu comando, a área de consumo da J&J teve um crescimento de 80% em relação a 2010 e reforçou a posição do Brasil como terceiro maior mercado da J&J no mundo. Foi durante sua gestão também, que se deu a compra do Hipoglós, da Procter & Gamble pela J&J, como estratégia de consolidação de mercado da empresa.
Sua liderança foi reconhecida no Brasil pela nomeação nos rankings "10 mulheres no mundo dos negócios", do Valor Econômico, "100 executivos com melhor reputação no país", da Revista Exame em 2014 e em 2016, e foi considerada uma das 15 mulheres mais poderosas do Brasil pela revista Forbes.
Duda esteve à frente da unidade brasileira da J&J até 2016, quando foi convidada a assumir a presidência da divisão de saúde da J&J nos Estados Unidos chamada HealthE.
Já em 2017, Duda recebeu seu primeiro reconhecimento internacional, o prêmio Healthcare Businesswomen's Association Luminary que premia personalidades e líderes do setor da saúde.
No ano seguinte, Duda foi selecionada entre as 10 principais executivas latinas mais influentes nos Estados Unidos.
Duda Kertész é engajada em projetos que estimulam o empoderamento feminino para aumentar a autoridade e autonomia das colaboradoras. Em 2016, foi responsável por adotar no Brasil o programa global Women's Leadership Initiative da J&J, cujo objetivo é estimular crescimento profissional feminino com medidas que reduzem o viés de gênero e proporcionem equilíbrio. Durante seu comando J&J no Brasil, quase 40% dos cargos de chefia na organização passaram a ser ocupados por mulheres.
Duda é também uma das integrantes do Movimento Mulher 360, uma associação entre empresárias brasileiras que busca promover ações concretas para expandir a participação feminina na economia.